# Medicinsk forskning
Medicinsk forskning (eller biomedicinsk forskning) indeholder en bred vifte af forskning fra "grundforskning", der involverer en forklaring af mere fundamentale videnskabelige principper, til klinisk forskning, der adskiller sig ved at have patienter involveret. Inden for dette spektrum findes anvendt forskning, eller translationel forskning udført for at hjælpe og støtte udviklingen af viden inden for det medicinske felt, og præklinisk forskning, der eksempelvis involverer dyr.